# Malaiischer Archipel

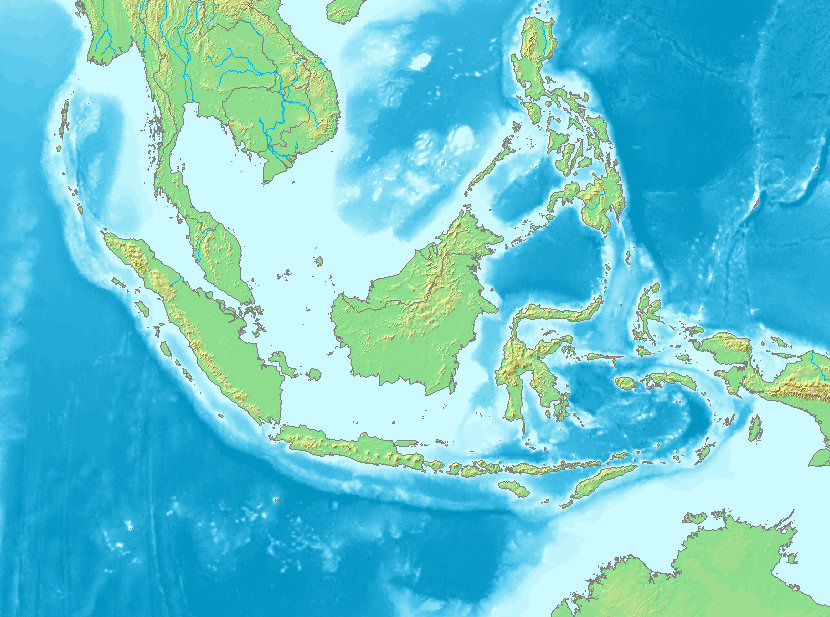
Malaiischer Archipel

Malaiischer Archipel ist die zusammenfassende Bezeichnung für eine Vielzahl größerer und kleinerer Inseln in Südostasien, die den Raum zwischen der Malaiischen Halbinsel und Australien ausfüllen. Zum Malaiischen Archipel gehören die Großen Sundainseln, die Kleinen Sundainseln, die Molukken und die Inseln der Philippinen.
Etwa 300 Millionen Menschen leben auf den Inseln des Archipels. Die bevölkerungsreichste Insel ist Java.

## Bezeichnungen
Andere Bezeichnungen für den Malaiischen Archipel sind insbesondere „Südostasiatischer Archipel“ und „Indonesischer Archipel“, seltener „Indomalaiischer Archipel“. Man spricht auch von der südostasiatischen Inselwelt. Vor allem im Englischen ist neuerdings häufig vom „maritimen Südostasien“ (Maritime Southeast Asia) die Rede.
Veraltet sind die Bezeichnungen „Ostindischer Archipel“ beziehungsweise „Ostindische Inseln“ sowie „Insulinde“ (eingedeutscht „Inselindien“) oder „Indischer Archipel“. Sie sind darauf zurückzuführen, dass die Region ebenso wie Hinterindien im Einflussbereich der indischen Kultur stand.

## Geographie

### Lage und Grenzen
Neuguinea, das bereits auf dem Kontinentalsockel Australiens liegt, wird meist nicht zum Malaiischen Archipel gerechnet. Als – geologisch orientierte – Ostgrenze gilt die Bruchzone zur australischen Kontinentalmasse, etwa entlang der südöstlichen Bandasee, daher sind für einige Inseln dieses Bereiches in der Literatur widersprüchliche Angaben zu finden. Zusammen mit den Großregionen Australien, Neuseeland, Melanesien und Neuguinea wurden sie unter der – heute als ungünstig beurteilten – Bezeichnung Australasien zusammengefasst.
Der Archipel bildet mit Australien die Grenze zwischen dem Indischen und dem Pazifischen Ozean. Im Westen wird der Malaiische Archipel durch Sumatra und dessen Nebeninseln abgeschlossen, im Süden durch Java und die Kleinen Sundainseln, im Osten durch die Molukken und im Nordosten durch die Philippinen.
Die Landfläche der gut 20.000 Inseln beträgt mehr als 2 Millionen km². Die größte Insel ist Borneo (Kalimantan), an der die drei Staaten Indonesien, Malaysia und Brunei beteiligt sind.
Die Inseln des Malaiischen Archipels sind eines der aktivsten Vulkangebiete der Erde. Die größte Höhe wird vom Kinabalu auf Nordborneo mit 4101 m erreicht, die tiefste Meerestiefe im Webertief an der Grenze zur australischen Landmasse mit 7440 m unter dem Meeresspiegel.

### Staaten
- Brunei
- Indonesien (ohne Landesteile auf der Insel Neuguinea)
- Malaysia (Landesteile auf der Insel Borneo)
- Osttimor
- Philippinen
- Singapur

### Klima
Das Klima des Archipels ist aufgrund der Nähe zum Äquator tropisch-heiß, im Westen sehr regenreich und im Osten beim Übergang zu Australien etwas trockener.

### Fauna und Flora

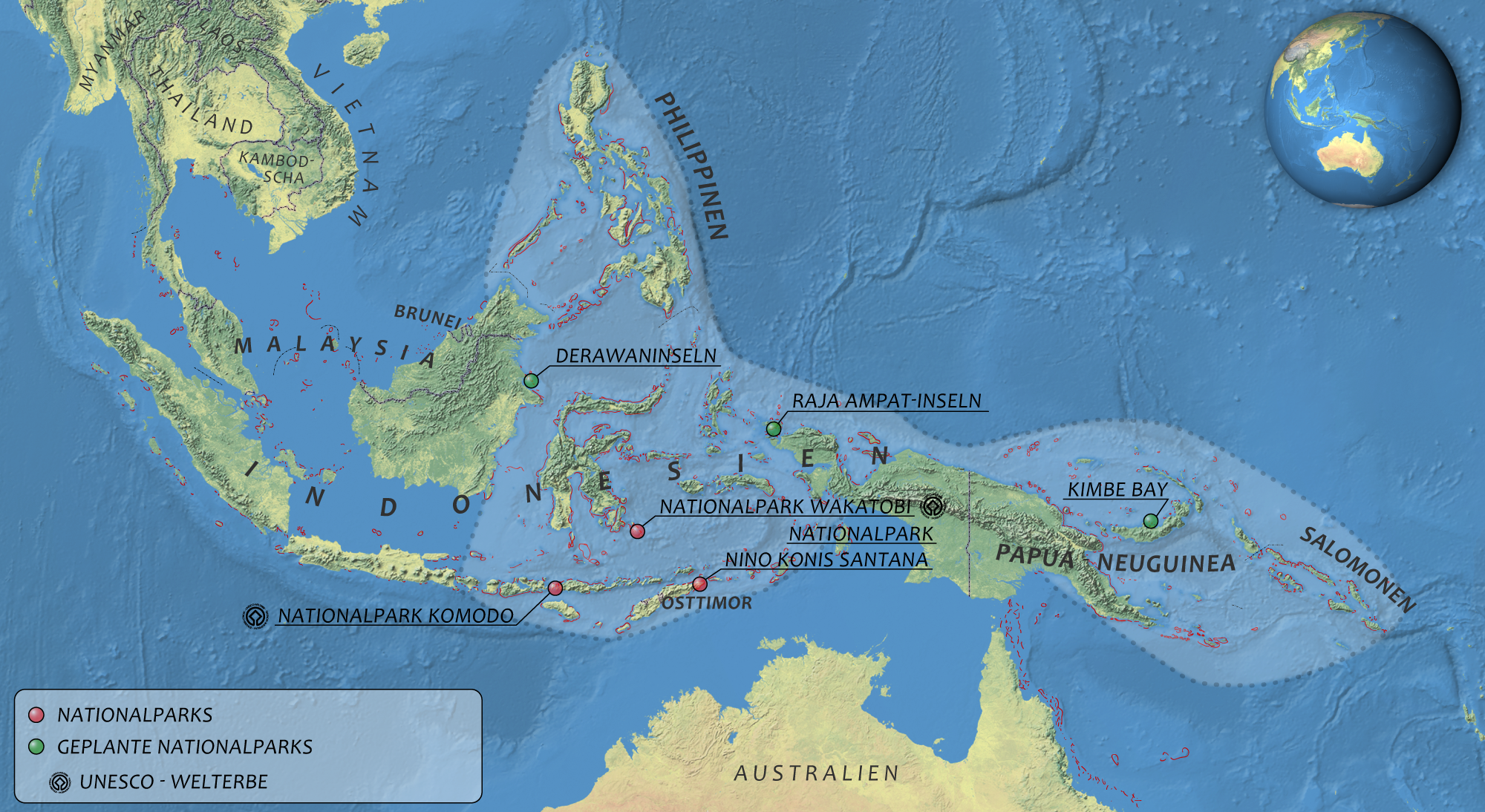
Lage des Korallendreiecks

Die Tier- und Pflanzenwelt ist außerordentlich reichhaltig. Neben den Zierpflanzen, wie Orchideen und Rafflesia, gibt es auch zahlreiche Holzarten: ausgesprochene Harthölzer und auch Farbhölzer (Teak, Palisander, Makassar-Ebenholz). Nutzpflanzen sind neben Kokospalme, Sagopalme und Kautschukbaum auch die Indigopflanze und Gewürzpflanzen.
Die Tierwelt mit Tigern, Bären und Affen ist im westlichen Teil ähnlich der des südostasiatischen Raumes. Östlich der Wallace-Linie treten verstärkt Tiere aus dem australischen Bereich auf, beispielsweise Beuteltiere, während Affen fast ganz verschwinden.
Große Teile des Archipels gehören zum Korallendreieck, das eine der höchsten Biodiversitäten der Welt aufweist.

## Geschichte
Als erste Europäer erforschten um die Wende vom 15. zum 16. Jahrhundert portugiesische und später spanische Entdecker die Region. Rasch entwickelte sich ein blühender Seehandel mit Sandelholz, Indigo und Gewürzen, der ab dem 17. Jahrhundert von den eigens dafür gegründeten Handelsgesellschaften – vor allem der Britischen und der Niederländischen Ostindienkompanie – in monopolisierter Weise abgewickelt wurde. Große Teile des Archipels wurden niederländische Kolonie, der nördliche Teil Borneos sowie Singapur britisch. Die Philippinen waren zunächst spanisch, gingen aber 1898 an die USA.
Während des Zweiten Weltkriegs brachte Japan im Rahmen des Pazifikkriegs den gesamten Archipel unter seine Kontrolle. Teile blieben dies bis zur Kapitulation des Kaiserreichs 1945. In den folgenden Jahren gelang es Indonesien, sich von der niederländischen Kolonialherrschaft zu befreien. Die 1950 gegründete Republik der Südmolukken wurde von Indonesien bis 1955 annektiert. Das geschah 1963 auch mit Westneuguinea und 1976 mit Portugiesisch-Timor. Letzteres konnte 2002 als Osttimor seine Unabhängigkeit von Indonesien durchsetzen. Die Philippinen wurden 1946 von den USA in die Unabhängigkeit entlassen. Das britische Protektorat Brunei wurde 1984 als letzte europäische Kolonie unabhängig. Schon 1963 hatten sich die anderen Teile Nordborneos als Sabah und Sarawak gemeinsam mit Singapur mit der Föderation Malaya zum Bundesstaat Malaysia zusammengeschlossen, Singapur wurde 1965 allerdings als eigener Staat unabhängig.
Außer Osttimor sind alle Staaten des Archipels Mitglieder der ASEAN.